# Hydromastodon sallesi
Hydromastodon sallesi is een haft uit de familie Leptophlebiidae. De wetenschappelijke naam van de soort is voor het eerst geldig gepubliceerd in 2007 door Polegatto & Batista.
De soort komt voor in het Neotropisch gebied.